# Troglodyte à bec court
Cistothorus stellaris
Espèce
Répartition géographique
Statut de conservation UICN

 LC  : Préoccupation mineure
Le Troglodyte à bec court (Cistothorus stellaris) est une espèce de passereaux appartenant à la famille des Troglodytidae.